# San Andrés Xecul
San Andrés Xecul ist eine Kleinstadt mit ca. 12.000 Einwohnern bzw. eine Gemeinde (municipio) mit insgesamt etwa 25.000 Einwohnern auf einer Fläche von ca. 212 km² im Departamento Totonicapán in Guatemala.

## Lage und Klima
Die Stadt bzw. die Gemeinde liegt 190 km (Fahrtstrecke) nordwestlich von Guatemala-Stadt bzw. etwa 12 km nordöstlich von Quetzaltenango im Hochland der Sierra Madre auf 2.440 m Höhe. Das Klima in der Stadt und in der Umgebung ist gemäßigt; Regen fällt fast nur in den Sommermonaten.

## Bevölkerung
San Andrés Xecul liegt im Siedlungsgebiet der Quiché-Maya. Gesprochen wird – neben der Quiché-Sprache – aber auch Spanisch.

## Wirtschaft und Tourismus
Die meisten Einwohner der Gemeinde leben direkt oder indirekt von der Landwirtschaft; einige betätigen sich auch als Handwerker, Kleinhändler oder Dienstleister (z. B. im Transportgewerbe). San Andrés Xecul ist – wie die gesamte Umgebung von Totonicapán – bekannt für sein Kunsthandwerk und für seine kleinen Textilbetriebe.

## Geschichte
Der alte Ortsname Xecul wurde zu Beginn der Kolonialzeit durch San Andrés ersetzt. Irgendwann verschmolzen beide zum neuen Ortsnamen.

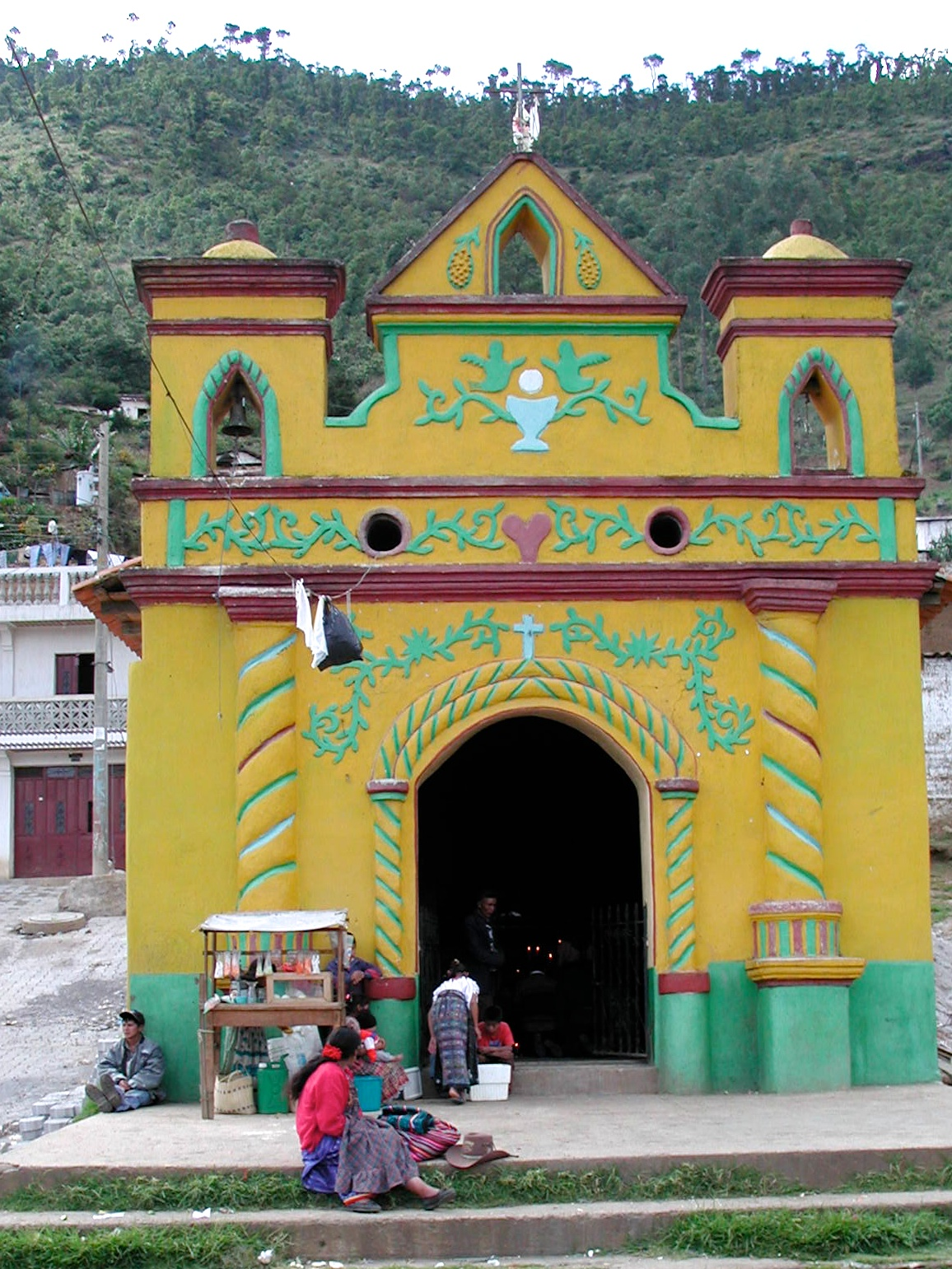
Calvario

## Sehenswürdigkeiten
- Die im Jahr 2008 erneut farbig bemalte Fassade der im 17. Jahrhundert erbauten Ortskirche beinhaltet eine bunte Mischung aus europäischen und indigenen Stil- und Schmuckelementen. Bemerkenswert ist ihr Figurenreichtum mit ca. 200 Heiligen und Engeln aller Art; einige Engel sitzen sogar auf den die Fassade gliedernden Gesimsen und lassen die Beine baumeln. Das in düsteres Licht getauchte Innere der Kirche ist dagegen weitgehend schmucklos gehalten.
- Eine wahrscheinlich nur kurze Zeit später erbaute Kapelle (calvario) ahmt in verkleinertem Maßstab den Stil der Hauptkirche nach.
- San Andrés Xecul beherbergt auch eine der im Hochland von Guatemala häufiger anzutreffenden Maximón-Figuren. Neben ihm befindet sich ein Bett.